# Allendorf (Lumda)
Allendorf este un oraș cu statutul de târg din Districtul Gießen, din Hessa, Germania. Este situat pe cursul râului Lumda, la 16 km sud de Marburg, și 14 km nord-est de Gießen.